# Bereacanthus clava
Bereacanthus clava is een eenoogkreeftjessoort uit de familie van de Chondracanthidae. De wetenschappelijke naam van de soort is voor het eerst geldig gepubliceerd in 1997 door Ho & Sey.